# 克林頓-華盛頓大道車站 (IND跨城線)
克林頓-華盛頓大道車站（英語：Clinton–Washington Avenues station）是一個位於紐約地鐵IND跨城線的一個地鐵站，位於布魯克林克林頓山介乎克林頓及華盛頓大道之間的拉法葉大道，設有G線（任何時候停站）列車服務。

## 車站結構
| G        | 街道層             | 出入口                                    |
| M        | 夾層               | 往出入口、車站詢問處、MetroCard自動售票機 |
| P 月台層 | 側式月台，右側開門 | 側式月台，右側開門                        |
| P 月台層 | 南行               | 往教堂大道（福爾頓街）                    |
| P 月台層 | 北行               | 往法庭廣場（卡拉森大道）                  |
| P 月台層 | 側式月台，右側開門 |                                           |

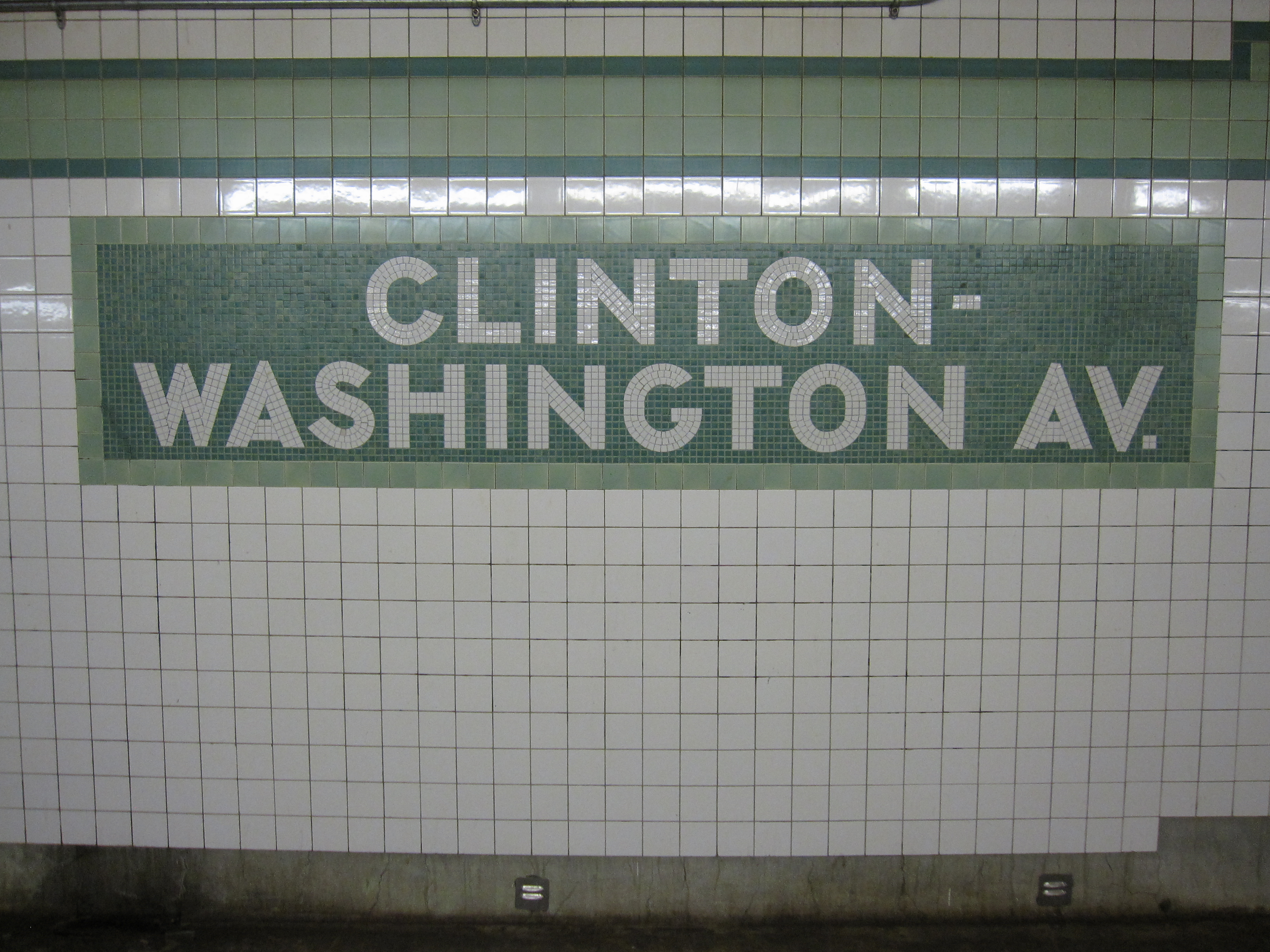
站名牌

此地下車站在1937年7月1日，作為跨城線延長段由納蘇大道延長至霍伊特-歇爾美角街時啟用。此站設有兩個側式月台和兩條軌道
夾層設有五個藝術品，分別是1998年Jim Porter的《夜與日》（Night and Day）、Dan Simmons的《安全通道》（Safe Passage）、Maku的無名藝術品、2000年Jamal Ince的《融合》（Fusion）以及2000年John Woodrow Kelly的《Mercury》。

## 外部連結
- nycsubway.org—IND Crosstown: Clinton–Washington Aves.
- Station Reporter — G Train
- The Subway Nut — Clinton–Washington Avenues Pictures （页面存档备份，存于）
- Clinton Avenue entrance from Google Maps Street View
- Washington Avenue entrance from Google Maps Street View
- Platforms from Google Maps Street View